# Bernhard von Kugler

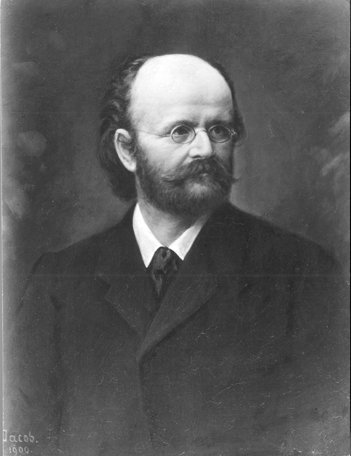
Bernhard von Kugler, 1900

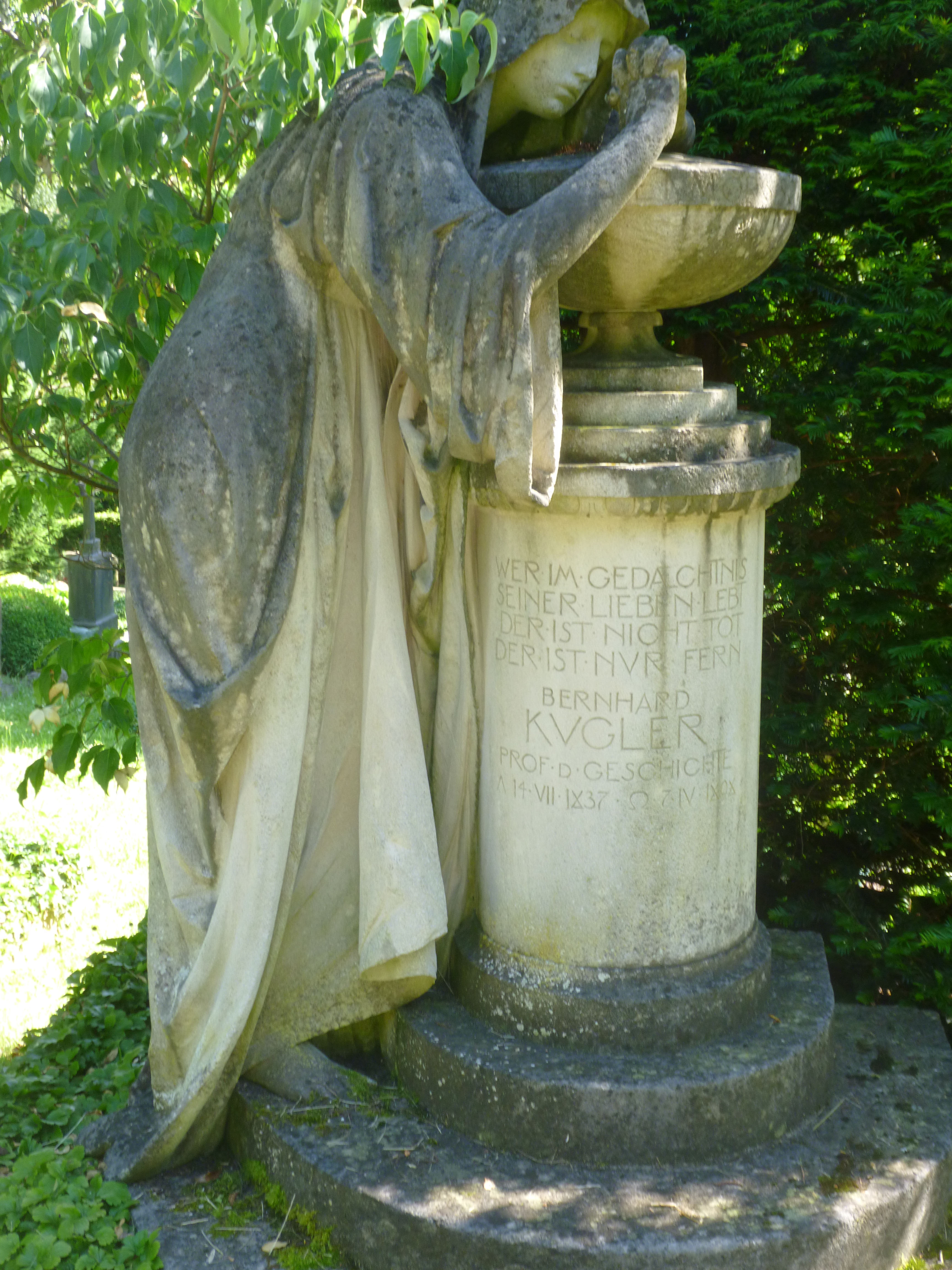
Grab auf dem Stadtfriedhof Tübingen

Bernhard Kugler, ab 1886 von Kugler, (* 14. Juni 1837 in Berlin; † 7. April 1898 in Tübingen) war ein deutscher Historiker.

## Leben
Der Sohn des Professors Franz Kugler studierte an den Universitäten Tübingen, München und Greifswald. 1861 wurde er habilitiert und lehrte seitdem als Privatdozent, seit 1867 als außerordentlicher und seit 1874 als ordentlicher Professor für Geschichte an der Universität Tübingen. In den Jahren 1881–1882 und 1892–1893 war Kugler zudem Dekan der Philosophischen Fakultät. Sein Hauptarbeitsgebiet waren die Kreuzzüge. Er beschäftigte sich aber auch mit der württembergischen Geschichte und legte eine Biografie von Kaiser Wilhelm I. vor. Er stand im regen Briefverkehr mit Jacob Burckhardt.
Er wurde 1886 durch Verleihung des Ehrenritterkreuzes des Ordens der Württembergischen Krone. in den Adelsstand erhoben, der sich jedoch nur auf seine Person bezog und nicht vererbt werden konnte. Die 1869 geschlossene Ehe mit Else Zoepritz (1845–1921) blieb kinderlos.

## Schriften (Auswahl)
- Boemund und Tankred. Fürsten von Antiochien. Ein Beitrag zur Geschichte der Normannen in Syrien. Ludwig Friedrich Fues, Tübingen 1862 (zugleich: Habilitationsschrift).
- Ulrich Herzog zu Wirtemberg. Eber & Seubert, Stuttgart 1865.
- Studien zur Geschichte des Zweiten Kreuzzuges. Ebner & Seubert, Stuttgart 1866; Nachdruck: Hakkert, Amsterdam 1973, ISBN 90-256-6628.
- Christoph, Herzog zu Wirtemberg. 2 Bände, Ebner & Seubert, Stuttgart 1868–1872.
- Die Jubiläen der Universität Tübingen nach handschriftlichen Quellen dargestellt. F. Fues, Tübingen 1877.
- Analecten zur Geschichte des zweiten Kreuzzugs. Tübingen 1878.
- Geschichte der Kreuzzüge. Grote, Berlin 1880 (= Allgemeine Geschichte in Einzeldarstellungen).
- mit Rudolf M. von Stillfried-Alcantara: Die Hohenzollern und das deutsche Vaterland. 2 Bände, Bruckmann, München 1881–1882; Nachdruck (der 5. Auflage), Berger, Leipzig ca. 1890: Reprint-Verlag Leipzig, Holzminden [2006].
- Neue Analecten zur Geschichte des zweiten Kreuzzugs, Tübingen 1883.
- Albert von Aachen. Kohlhammer, Stuttgart 1885. (Digitalisat)
- Kaiser Wilhelm und seine Zeit. Verlagsanstalt für Kunst und Wissenschaft, München 1888.
- Eine neue Handschrift der Chronik Alberts von Aachen. Armbruster & Riecker, Tübingen 1893 (Digitalisat)
- Kaiser Wilhelm der Große und seine Zeit. Zur hundertjährigen Gedächtnißfeier des Geburtstages weiland Sr. Majestät Kaiser Wilhelm I., 1797–1897. Walther, Leipzig 1897.